# ایزابلا (مینه‌سوتا)
ایزابلا (به انگلیسی: Isabella) یک منطقهٔ مسکونی در ایالات متحده آمریکا است که در شهرستان لیک، مینه‌سوتا واقع شده‌است. ایزابلا ۴۰ نفر جمعیت دارد و ۵۸۶٫۱۴ متر بالاتر از سطح دریا واقع شده‌است.